# توپ سایز (فوتسال)
توپ فوتسال زیر مجموعه توپ فوتبال بوده که مخصوص فوتبال های داخل سالن طراحی و تولید می شوند. اینگونه از توپها به علت اینکه بروی سطح سخت تری در مقایسه با چمن فوتبال مورد استفاده قرار می گیرند, دارای میزان جهندگی کمتری نسبت به توپ فوتبال می باشند, از اینرو به این توپها, توپ تنبل نیز می گویند.

## مشخصات توپ فوتسال
- عموما توپهای فوتسال با توجه به وزنی که دارند برای رده سنی بزرگسالان استفاده می شود و سایز استاندارد آن 4 می باشد.
- جنس توپ فوتسال : توپ فوتسال از چرم يا مواد مشابه مي باشد.
- شناسایی استاندارد: هنگامی که توپ از ارتفاع 2 متری به طرف زمین (استاندارد فیفا) رها میشود نباید بیشتر از 65 سانتی متر و کمتر از 55 سانتی متر از زمین مسابقه جهش نماید.
- وزن توپ فوتسال : توپ فوتبال درشروع بازی نبايستي كمتر از 390 گرم و يا بيشتر از 430 گرم باشد.
- فشار توپ فوتسال : 4/0 - 6/0 اتمسفر برابر با 400 تا 600 گرم بر سانتيمتر مكعب از سطح دريا باشد.
- رنگ توپ :این توپها در رنگهای متنوعی این روزها تولید می شوند.
- محیط توپ : محيط آن حداقل 62 و حداكثر 64 سانتيمتر مي باشد .